# Arolde de Oliveira
Arolde de Oliveira (São Luiz Gonzaga, 11 de marzo de 1937 - Río de Janeiro, 21 de octubre de 2020) fue un político, economista, ingeniero y capitán del ejército brasileño. Desarrolló su carrera política representando a Río de Janeiro, habiendo sido diputado estadual durante nueve mandatos consecutivos (1986-2019) y senador federal desde 2019.

## Primeros años
Hijo de Horácio de Oliveira y Margarida Barbosa Gonçalves, Oliveira era el mayor de seis hermanos. Nacido en una familia pobre, Oliveira se mudó a Porto Alegre para asistir a la escuela secundaria y luego se quedó en la ciudad para asistir a la escuela militar. Tiempo después se mudó a Resende en el estado de Río de Janeiro. Oliveira alcanzó el grado de capitán en el ejército, y luego permaneció en el estado de Río de Janeiro, donde trabajó brevemente como economista e ingeniero antes de ingresar a la política. Conoció a su futura esposa Yvelise mientras estaba destinado en Resende, con quien tuvo dos hijos.
Oliveira fue un devoto bautista que ha hecho campaña por cuestiones evangélicas durante su mandato. Debido a su fe, Oliveira siempre tuvo una fuerte oposición al matrimonio entre personas del mismo sexo.

## Carrera política
Oliveira votó a favor del juicio político contra la entonces presidenta Dilma Rousseff. Oliveira votó a favor de la reforma laboral de Brasil (2017) y más tarde respaldaría al sucesor de Rousseff, Michel Temer, en contra de una moción similar de acusación.
En las elecciones de 2018, Oliveira fue uno de los seis nuevos políticos evangélicos y protestantes elegidos para el senado federal. Oliveira se oponía firmemente al comunismo y a la comunidad LGBT.

## Fallecimiento
Oliveira falleció el 21 de octubre de 2020, debido a complicaciones del virus COVID-19, en el Hospital Samaritano de Río de Janeiro.